# 밀성 박씨 사당
밀성박씨 사당은 충청북도 옥천군 이원면 용방리에 있다. 2009년 12월 28일 옥천군의 향토유적 제2009-1호로 지정되었다.

## 개요
밀성박씨사당은 1921년 발의하여 1921년 상량하였다.